# Bad Boy (sång av Larry Williams)
"Bad Boy" är en singel av den amerikanska R&B- och rock and roll-sångaren Larry Williams, utgiven 1959. Sången spelades in den 14 augusti 1958 vid Radio Recorders i Hollywood, Los Angeles och gavs ut som A-sida till "She Said Yeah".

## Medverkande
- Larry Williams – sång, piano
- Jewell Grant – barytonsaxofon
- Plas Johnson – tenorsaxofon
- René Hall – gitarr
- Ted Brinson – basgitarr
- Earl Palmer – trummor

## Coverversioner

### The Beatles
The Beatles spelade in sin version av "Bad Boy" den 10 maj 1965 vid EMI Recording Studios (nuvarande Abbey Road Studios) i London. Samma dag spelade man in "Dizzy Miss Lizzy", även den skriven av Larry Williams, som senare kom ut på albumet Help!. "Bad Boy" gavs först ut i Nordamerika den 14 juni 1965 på albumet Beatles VI, och sången var ursprungligen tänkt att enbart ges ut där. I Storbritannien gavs "Bad Boy" för första gången ut på samlingsalbumet A Collection of Beatles Oldies den 10 december 1966, och sången gavs ut internationellt först 1988 på samlingsalbumet Past Masters, Volume 1.
I Sverige släpptes sången den 8 november 1966 på EP-skivan Bad Boy med sångerna "Norwegian Wood (This Bird Has Flown)", "I'm Looking Through You" och "In My Life". EP-skivan sålde bra och hamnade på plats sju på Kvällstoppen samt på plats fem på Tio i topp i december 1966.

#### Medverkande
- John Lennon – sång, kompgitarr
- Paul McCartney – basgitarr, elpiano
- George Harrison – sologitarr
- Ringo Starr – trummor, tamburin

Medverkande enligt webbplatsen The Beatles Bible.